# SG Neukölln Berlin
El SG Neukölln Berlin es un club acuático alemán en la ciudad de Neukölln, en Berlín.
En el club se practican los deportes de waterpolo y natación.

## Historia
El club fue fundado en 1898. Durante la Segunda Guerra Mundial las instalaciones fueron destruidas.
En 1997 la unión de varios clubes (Schwimm-Union Neukölln, Freie Schwimmer Neukölln y Schwimm Club Neukölln) en la misma instalación consigue que salga un club más fuerte y con mayor número de socios.
En 2010 tenía más de 4700 socios.

## Palmarés
- 1 vez campeón de la liga de Alemania de waterpolo femenino (1998) (como SG Neukölln Berlin)
- 5 veces campeón de la liga de Alemania de waterpolo femenino (1986, 1988, 1989, 1990, 1995) (como SU Neukölln Berlin)